# Eclissi solare del 26 gennaio 2028
L'eclissi solare del 26 gennaio 2028 è un evento astronomico che avrà luogo il suddetto giorno attorno alle ore 15:08 UTC.